# Phenylarsindichlorid
Phenylarsindichlorid, auch Dichlorphenylarsin genannt, wurde als „Pfiffikus“ im Oktober 1917 durch deutsche Armeen erstmals als chemischer Kampfstoff eingesetzt. 
Von französischer Seite wurde es als „Sternite“ bezeichnet, die Engländer nennen es „DJ“ und die Amerikaner „PD“. 

## Geschichte und Herstellung
Es wurde erstmals 1878 von La Coste und Michaelis durch direkte Synthese aus Benzol und Arsentrichlorid hergestellt. Von der deutschen Wehrmacht wurde es als Hauptbestandteil von sogenanntem Arsinöl zur Mischung mit Yperit eingesetzt. Interessant ist die Reaktion des Phenyldichlorarsins mit Diphenylamin, bei der sich 10-Chlor-5,10-dihydrophenarsazin (Adamsit) bildet.

## Chemische Eigenschaften
Es ist in reiner Form eine farblose Flüssigkeit mit einem Siedepunkt von 256 °C und einem Festpunkt von −20 °C. Die Verbindung ist in Wasser unlöslich, es erfolgt selbst beim Erwärmen keine merkliche Hydrolyse. Chemisch verhält sich Phenylarsindichlorid analog zum Lewisit.

## Giftwirkung
Es wirkt stark reizerregend auf die oberen Atemwege. Als Inhalationsgift wirkt es lungenschädigend, die Einatmung führt zu Bronchopneumonie und zu einem Lungenödem. In Abhängigkeit von der eingeatmeten Dosis kann die Vergiftung auch einen letalen Ausgang nehmen. Die hautschädigende Wirkung ist nicht so stark wie beim Lewisit, es wirkt wie dieses, jedoch ohne Latenzzeit. Es bildet Blasen, mit relativ guter Heilungstendenz. Die Augenschädigungen sind stärker als die des Schwefelyperites, haben aber die relativ besseren Heilungstendenzen.
Die Ursache für die relativ starke Giftwirkung ist das dreiwertige Arsenatom. Dreiwertige Arsenverbindungen sind den fünfwertigen Arsenverbindungen immer in der Giftwirkung überlegen.